# Fusiturricula
Fusiturricula is een geslacht van weekdieren uit de klasse van de Gastropoda (slakken).

## Soorten
- Fusiturricula acra (Woodring, 1970)
- Fusiturricula andrei McLean & Poorman, 1971
- Fusiturricula armilda (Dall, 1908)
- Fusiturricula bajanensis Nowell-Usticke, 1969
- Fusiturricula dolenta (Dall, 1908)
- Fusiturricula enae Bartsch, 1934
- Fusiturricula fenimorei (Bartsch, 1934)
- Fusiturricula fusinella (Dall, 1908)
- Fusiturricula humerosa (Gabb, 1873)
- Fusiturricula iole Woodring, 1928
- Fusiturricula jaquensis (Sowerby I, 1850)
- Fusiturricula lavinoides (Olsson, 1922)
- Fusiturricula maesae Rios, 1985
- Fusiturricula notilla (Dall, 1908)
- Fusiturricula sunderlandi Petuch, 1990
- Fusiturricula taurina (Olsson, 1922)